# Sigurd (opera)
Sigurd is een opera in vier aktes en negen scènes van de Franse componist Ernest Reyer dat gebruik maakt van een libretto van Camille du Locle en Alfred Blau. Net zoals Wagners Der Ring des Nibelungen is het verhaal van dit werk gebaseerd op het Nibelungenlied en de Völsunga-saga, maar beide opera’s verschillen van elkaar. In Sigurd speelt het bovennatuurlijke een minder grote rol en werd het vervangen door het noodlot. Oorspronkelijk speelde de proloog zich ook af in de Hemel, maar dit gedeelte van het libretto is geschrapt geweest. De opera kan het best beschreven geworden als een episch verhaal dat technieken gebruikt van de grand opéra.
De eerste schetsen van dit werk dateren uit 1862 en tegen 1867 was het werk zo goed als af. Toch duurde het tot in 1884 voor de opera uitgevoerd werd. De uitwerking van de orkestratie van bepaalde delen van het werk duurde veel langer dan verwacht. De afgewerkte stukken werden wel al uitgevoerd tijdens concerten. De eerste pogingen om het werk op de planken van de Opéra de Paris  te brengen faalden, waardoor de opera uiteindelijk gecreëerd werd in de Koninklijke Muntschouwburg te Brussel op 7 januari 1884. Deze première werd geregisseerd door Alexandre Lapissida. Nog geen jaar later werd het ook uitgevoerd in Covent Garden, Lyon, Monte Carlo en uiteindelijk ook in de Opéra de Paris op 12 juni 1885 in een directie van Raoul Lapissida.
In Amerika vond de eerste uitvoering van Sigurd plaats op 24 december 1891 in het French Opera House te New Orleans en in 1894 kende het werk ook een uitvoering in het Teatro alle Scala te Milaan. Later kende de opera enkele revivals in Frankrijk en Monaco, en na de Tweede Wereldoorlog werd het ook tweemaal opgevoerd in de Opéra de Marseille (1963 en 1995). In 1973 werd het werk ook gespeeld in Studio 104 van het Office de Radiodiffusion-Télévision Française te Parijs. Het werd toen gedirigeerd door Manuel Rosenthal. In 1993 vond er eveneens een uitvoering plaats tijdens het Festival de Radio France et Montpellier.

## Rolverdeling
| Role | Voice type   | Première Cast, 7 januari 1884 (Dirigent: Joseph Dupont) |
| --- | ------------ | ------------------------------------------------------- |
| Sigurd, Frankische held | tenor        | Julien Jourdain                                         |
| Gunther, koning van de Bourgondiërs | bariton      | Maurice Devriès                                         |
| Hagen, strijder, metgezel van Gunther | bas          | Léon-Pierre Gresse                                      |
| Brunehild, Walkure die uit de Hemel verbannen is | sopraan      | Rose Caron                                              |
| Hilda, Gunthers zuster | mezzosopraan | Rosa Bosman                                             |
| Uta, Hilda's verzorgster | mezzosopraan | Blanche Deschamps-Jéhin                                 |
| De opperpriester van Odin | bariton      | Maurice Renaud                                          |
| Rudiger | bariton      | M. Boussa                                               |
| Irnfrid | tenor        | Jean Goffoël                                            |
| Hawart | bariton      | Mansuède                                                |
| Ramunc | bas          | Stalport                                                |
| De bard | bas          | onbekend                                                |
| Bourgondische Strijders, Bourgondisch Volk, IJslands Volk, Priesters, Echtgenotes van de Bourgondische Strijders, Dienstmaagden van Hilda en de Koningin, Knechten, Gezanten van Attila, etc. |              |                                                         |

Personages uit de balletten: 
- Eerste akte: de drie Nornen, Walkures, Nixen, Elfen, Kobolds
- Derde akte: Strijders en Echtgenotes
- Vierde akte (Apotheose): Intocht naar Odins Paradijs

## Synopsis
Plaats: Worms en IJsland
Tijd: 5de eeuw, de tijd van Attila de Hun
Hilda, de jongere zus van Gunther, de Bourgondische koning, is verliefd op de held Sigurd desondanks dat zij verloofd is met Attila de Hun. Op aanraden van haar verzorgster Uta geeft zij Sigurd een liefdesdrank. Sigurd, Gunther en Hagen, zweren elkaar trouw en vertrekken naar IJsland, waar Brunehilde ligt te slapen op een hoge berg omringd door vuur en bovennatuurlijker wezens. Sigurd moet er de monsters verslaan en zich door het vuur wagen om Hilda's hand te winnen en om die van Brunehilde te winnen voor Gunther. Zijn gezicht is verborgen door zijn helm, waardoor Brunehilde niet weet wie hij is en zo Gunther aanziet als haar redder, aan wie zij zichzelf belooft. Dit geheim wordt later onthuld door Hilda tijdens een bui van jaloezie, waardoor Brunehilda Sigurd verlost van het effect van Hilda’s liefdesdrank. Sigurd herkent Brunehilde als de vrouw die door de goden aangewezen was als zijn bruid en samen zingt het nieuwe koppel een passioneel liefdesduet. Alvorens Sigurd echter kan genieten van dit nieuwe geluk wordt hij neergestoken door Gunther tijdens het jagen. Zijn lichaam wordt teruggebracht naar het paleis, waar Brunehilde treurt bij de brandstapel waarop het lijk tijdens de begrafenis verbrand wordt. Aan het einde van de opera stijgen de zielen van Sigurd en Brunehilde samen ter hemel terwijl de soldaten van Attila over de lichamen van de verslagen Bourgondiërs stappen.

## Opnames
- Malibran Music, Dom Disques: Compilatie van fragmenten uit deze opera, opgenomen tussen 1910 en 1934, met Cesar Vezzani, Marcel Journet, Marjorie Lawrence, Germaine Lubin en anderen (1 CD, 74 min.)
- Le Chant du Monde, Harmonia Mundi LDC 27891719: concert ORTF, commerciële opname van Sigurd, 1973, in studio, 3 CD, in totaal 191 min), Rosenthal als dirigent, met de volgende cast: Guy Chauvet(tenor), Robert Massard (bariton), Jules Bastin (bas), Ernest Blanc (bariton), Nicolas Christou (bas-bariton), Bernard Demigny (bariton), Jean Dupouy (tenor), Claude Méloni (bariton), Jean Louis Soumagnas, Andréa Guiot (sopraan), Andrée Esposito (sopraan), Denise Scharley (mezzosopraan).[5]
- Radio-uitzending van de live uitvoering tijdens het Montpellier Festival op 6 augustus 1993, totaal 176 min, met de volgende cast: Chris Merritt (Sigurd), Michèle Lagrange (Hilda), Valérie Millot (Brunehild), Monte Pederson (Gunther), Hélène Jossoud (Uta), Marcel Vanaud (Opperpriester), Alain Vernhes (Hagen), Wojtek Smilek (Bard), gedirigeerd door Günter Neuhold (de uitvoering werd opgenomen op tape, maar nooit commercieel uitgegeven).
- Grey market DVD van de uitzending van de live uitvoering in Marseille op 22 juni 1995 (182 min):  Alberto Cupido (Sigurd), Françoise Pollet (Brunehilde), Cécile Perrin (Hilda), Jean-Philippe Lafont (Gunther), Viorica Cortez (Uta), Jean-Marc Ivaldi (Opperpriester), Antoine Garcin (Hagen), Dietfried Bernet als dirigent (nooit commercieel uitgegeven).